# Lucie Faulerová

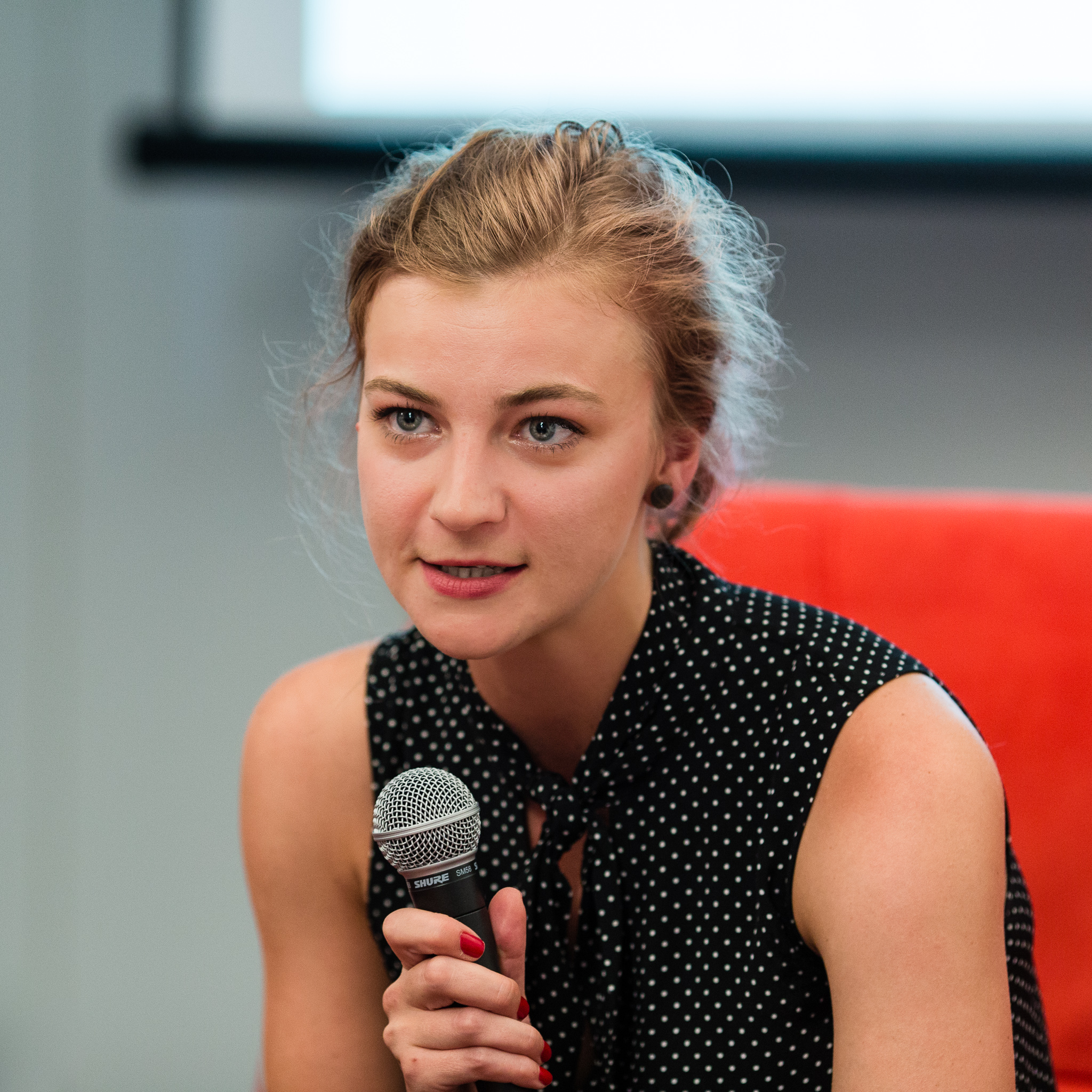
Lucie Faulerová (2018)

Lucie Faulerová (* 19. Mai 1989 in Pardubice) ist eine tschechische Schriftstellerin.

## Werdegang
Lucie Faulerová studierte Bohemistik an der Palacký-Universität Olmütz. Nach ihrem erfolgreichen Studienabschluss nahm sie ein Postgraduiertenstudium in Literaturtheorie auf. Beruflich betätigt sie sich als Managerin für Kulturveranstaltungen und als Redakteurin.
Eine frühe Zusammenarbeit mit der Konzeptkünstlerin Kateřina Šedá resultierte 2016 in dem Buch BRNOX. Průvodce brněnským Bronxem (deutsch: BRNOX. Ein Führer durch Brünns Bronx), in dem ein sozial benachteiligtes Viertel von Brünn behandelt wird. Dieses Werk wurde 2017 mit dem Magnesia-Litera-Preis in der Kategorie Journalismus ausgezeichnet. 2017 veröffentlichte Faulerová mit Lapači prachu (deutsch: Staubfänger) ihren ersten eigenständigen Roman. Für diesen Roman, der in die deutsche und die spanische Sprache übersetzt wurde, wurde sie 2017 für den Magnesia Litera Preis in der Kategorie Prosa und den Jiří-Orten-Preis nominiert. Im Jahr 2021 erhielt sie für ihren Roman Smrtholka (deutsch: Todesmädchen), die Geschichte von drei Geschwistern und deren Umgang mit dem Tod, den Literaturpreis der Europäischen Union.